# تمارة ري
تمارة ري (بالإنجليزية: Tamara Fernandez)‏ هي كاتِبة وممثلة أمريكية، ولدت في 19 فبراير 1989.

## أعمال

### مسلسلات
- كيف قابلت أمكما

## وصلات خارجية
- تمارة ري على موقع IMDb (الإنجليزية)